# Cagiva K
La serie K consiste in due motociclette da fuoristrada prodotte dalla casa motociclistica Cagiva; di cilindrata 50 (K3) e 125 cm³ (K7), derivano dalla Cagiva Cruiser e sono affiancate dalla Cagiva Super City da supermotard e dalla Cagiva N 90 una moto da deserto.
Le K3 e K7, nettamente più snelle rispetto alle precedenti versioni "dakariane", erano concepite per mettersi in concorrenza con Aprilia RX e Gilera RC, ma rispetto a queste ottennero un successo nettamente inferiore, probabilmente a causa dell'estetica inusuale, ma anche delle dotazioni tecniche inferiori.

## Le versioni
La versione K3, molto simile al modello di cilindrata superiore, è stato prodotto dal 1991 al 1993.
La K7 è molto simile alla sorella Super City, ed è stata prodotta dal 1990 al 1992.
Questa moto monta il blocco motore della Mito, seguendone le stesse modifiche nel corso degli anni, solo l'espansione era diversa e non poteva essere altrimenti dato la tipologia di moto; a differenza della Super City che alla fine dell'espansione (spillo) si divideva in due, in modo da avere due silenziatori, la K7 ha un solo spillo e silenziatore.
Il gruppo termico utilizzava gli stessi cilindri della Mito (nel '90 adotta il motore del modello Lucky Explorer), mentre per quanto riguarda il pistone ha sempre utilizzato il pistone bombato bifascia codice 8A0054888.
La particolarità delle K3 e K7 (prime versioni) era senza dubbio il frontale "ibrido", con tabella portanumero in cima alla forcella in stile cross, abbinata però a un "mezzo cupolino" privo di parabrezza e con una piccola protezione tubolare in tinta col telaio. Successivamente venne adottato un cupolino tradizionale. Altri aspetti particolari della moto che la fanno differire dai modelli precedenti, sono le forcelle normali con la protezione elastica per lo stelo, il forcellone pressofuso anziché scatolato (solo per la 125). Inoltre il faro è doppio e rotondo, esattamente come quelle della Cagiva Elefant bifaro o della Tamanaco/N90, mentre il resto della moto è invariato.